# Otto Erich Deutsch
Otto Erich Deutsch (Viena, 5 de septiembre de 1883-Baden bei Wien, 23 de noviembre de 1967) fue un musicólogo austríaco de origen judío. 

## Carrera
Tras estudiar Historia del Arte y Literatura en Viena y en la Universidad de Graz, fue profesor en el Departamento de Historia del Arte de la Universidad de Viena y también bibliotecario en el archivo musical de Anthony van Hoboken. Al ser judío, en 1939 emigró a Cambridge, para regresar en 1951 a su ciudad natal. 
Realizó el primer catálogo completo de las obras de Franz Schubert, el Catálogo de Deutsch (en alemán: Deutsch-Verzeichnis; publicado en 1951 en inglés: Franz Schubert – Thematic Catalogue of all his works in chronological order), por lo que tras las obras de Schubert se suele indicar con un D el número de opus en este catálogo. Una segunda edición, actualizada, se publicó en 1978 en alemán. También es muy conocido por sus estudios sobre la vida y la obra de Wolfgang Amadeus Mozart.